# Cédric Ido
Cédric Ido, né le 22 octobre 1980 à Stains en Seine-Saint-Denis, est un acteur, scénariste et réalisateur franco-burkinabé. Il est reconnu pour ses films La Gravité et Twaaga. Ce dernier remporte le Bayard d’Or du meilleur court métrage lors de l'édition 2014 du Festival du Film francophone de Namur ainsi que le prix du meilleur court métrage à l'Africa Movie Academy Award en 2015.

## Biographie
Il naît à Saint-Denis, en région parisienne, France, et grandit au Burkina Faso. Il passe son enfance à Ouagadougou durant les quatre années de la révolution de Thomas Sankara (1983 à 1987), ainsi que dans la banlieue nord de Paris,. C'est à Ouagadougou qu'il fait ses premiers pas sur scène, se produisant dans une pièce à la Maison du peuple. De retour en France, Cédric Ido approfondit sa passion pour le théâtre au collège puis au lycée, encouragé par son frère Jacky Ido et son professeur Fabrice Melquiot du Théâtre de la Commune à Aubervilliers. Il intègre ensuite le conservatoire du 1er arrondissement de Paris et poursuit des études d'anglais à l'université Paris-VIII. Cédric Ido admire particulièrement des cinéastes tels que Terrence Malick, Akira Kurosawa, Kenji Misumi, Idrissa Ouedraogo et Ousmane Sembène. Les films de Cédric Ido sont marqués par une diversité d'influences, allant du dessin aux films de samouraïs.

## Carrière
Il passe plusieurs castings et monte sur la scène de la Comédie-Française pour interpréter Ruy Blas de Victor Hugo, où il doit faire face à des préjugés raciaux. Il rencontre, plus tard, Susan Batson. Elle l'invite à suivre ses cours à New York, où il passe deux ans dans une université d'arts, s'imprégnant des enseignements de Susan Batson. Pendant cette période, il se lance également dans la peinture et joue dans plusieurs pièces de théâtre. En 2007, de retour à Paris, il est contacté par Susan Batson pour le casting de Miracle à Santa-Anna de Spike Lee.
En tant qu'acteur, il apparaît également dans le court métrage Les Meutes (2012) de Manuel Schapira, ou plus récemment dans Heurts de Sophie Guillemin (2017). Ses films en tant que réalisateur sont projetés dans divers festivals internationaux, y compris celui de Djeddah. En 2014, il remporte le Bayard d’Or du meilleur court métrage au Festival du Film francophone de Namur (FIFF), et en 2015, il reçoit l'Africa Movie Academy Award du meilleur court métrage pour Twaaga (Invincible), également présenté au FESPACO. L'action de ce film se situe au Burkina Faso pendant la révolution de Thomas Sankara. Il dirige son frère, l'acteur Jacky Ido, dans divers films, notamment La vie de Chateau, et Hasaki Ya Suda, un film d'anticipation se déroulant en 2100 dans un monde dévasté par le réchauffement climatique. Ce dernier film reçoit un prix au Festival International du Cinéma et de l'Audiovisuel du Burundi. Son style se caractérise par l'association de films d'action marqués par un naturalisme concret et une réflexion sociale ou politique.

## Filmographie
Sauf indication contraire, les informations mentionnées dans cette section peuvent être confirmées par les bases de données cinématographiques IMDb et Allociné,  présentes dans la section « Liens externes ».

### Acteur
- 2006 : Les enfants du pays de Pierre Javaux
- 2008 : Miracle à Santa Anna de Spike Lee
- 2011 : Barber shop de Benoît Boyer
- 2012 : Les Meutes de Manuel Schapira
- 2017 : Le serpent aux mille coupures d'Éric Valette
- 2017 : Heurts de Sophie Guillemin
- 2019 : Secrets de famille de Julien Dalle

### Réalisateur et scénariste
- 2009 : Un «Stains» de musique
- 2011 : Hasaki Ya Suda
- 2013 : Twaaga
- 2017 : La Vie de Château
- 2023 : La Gravité

### Réalisateur
- 2022 : Oussekine (série télévisée)

## Doublage
- 2004 : Fat Albert : Bucky (Alphonso McAuley (en))

## Distinctions
- 2014 : Bayard d’Or du meilleur court métrage au Festival du Film francophone de Namur, Twaaga
- 2015 : Meilleur court métrage pour Twaaga (Invincible), Africa Movie Academy Award